# Луговий Володимир Іларіонович
Шаблон:ПІР
Володи́мир Іларіо́нович Лугови́й  (нар. 17 травня 1950, Балтійськ) — український науковець. Доктор педагогічних наук, професор. Перший віце-президент Національної академії педагогічних наук України. Державний службовець І-го рангу.

## Біографія
Народився 17 травня 1950 року в місті Балтійськ Калінінградської області РСФСР.
Закінчив фізичний факультет Київського державного університету ім. Тараса Шевченка (1972), аспірантуру цього університету (1975), докторантуру Інституту педагогіки НАПН України (1994).
Був заступником міністра народної освіти України, проректором з наукової роботи Київського національного торговельно-економічного університету. У 1995–2006 рр. — ректор Національної академії державного управління при Президентові України.
2006 р. — директор Інституту вищої освіти НАПН України, віце-президент Національної академії педагогічних наук України.

Коло наукових інтересів: проблеми організації, управління, модернізації освіти в контексті національної самоідентифікації, європейської інтеграції та світової глобалізації. Автор  культурно-інформаційної теорії освіти; один із засновників університетології та форсайтної педагогіки. Під його керівництвом теоретично обґрунтовано та практично впроваджено освітню і наукову галузі «Державне управління» (нині інтегрована галузь знань «Публічне управління та адміністрування»).  Активний учасник розроблення й модернізації освітнього законодавства. Національний експерт з реформування вищої освіти в Україні. 
Автор близько 500 наукових і науково-методичних праць: монографій, підручників, навчальних посібників, енциклопедій, словників тощо, зокрема «Педагогічна освіта в Україні: структура, функціонування, тенденції розвитку», «Управління освітою», «Десять років становлення (досвід досліджень, розробок і впроваджень у сфері державного управління)» та ін. Підготував 10 докторів і 11 кандидатів наук.

## Відзначення
Заслужений працівник освіти України. Відмінник народної освіти України. Лауреат нагороди Ярослава Мудрого в галузі науки і техніки Академії наук вищої школи України. Академік Академії наук вищої школи України, член Академії педагогічних і соціальних наук (Росія), Нью-Йоркської академії наук (США).
Відзначений подякою Президента України, нагороджений орденом «За заслуги» 1-го, 2-го (2015) та 3-го (2011) ступенів.

Нагороджений Почесною грамотою Кабінету Міністрів України, Почесною грамотою Верховної Ради України, нагрудним знаком «Державна служба України. За сумлінну працю», нагрудними знаками Міністерства освіти і науки України «Відмінник освіти України», «За наукові досягнення», «Василь Сухомлинський», відзнакою НАН України «За наукові досягнення», медалями НАПН України «Ушинський К.Д.», «Григорій Сковорода».